# Jugodisk
Jugodisk a fost o casă de discuri înființată în 1968, la Belgrad în Republica Socialistă Serbia din Republica Socialistă Federativă Iugoslavia. Înainte de 1981 a fost cunoscută sub numele Beograd Disk. În 2003, compania a fost vândută prinr-o licitație de stat directorului de showbiz Nenad Kapor și, de atunci, funcționează ca Jugodisk AD (societate pe acțiuni) până în prezent. 

## Istorie
Jugodisk a fost înființată în 1968, în Republica Socialistă Serbia, în RSF Iugoslavia, de unde și numele său care este un cuvânt telescopat prin  combinarea cuvintelor Jugoslavija (Iugoslavia) și disc (de la disc de vinil). 
În 2003, compania a fost vândută print-o licitație de stat directorului de showbiz Nenad Kapor și de atunci funcționează ca Jugodisk AD (societate pe acțiuni).
Casa de discuri nu trebuie confundată cu o altă companie numită Jugodisk, care a fost formată în anii 1950 și care a emis înregistrări de 78 rpm cu muzică populară iugoslavă, dar care și-a încheiat curând activitatea. 

## Formate media și distribuție
Începând din 1981, producția fonografică a companiei Jugodisk a fost publicată în două formate - înregistrări pe vinil și casete audio. Începând cu 1992, compania a trecut de la producția de discuri de vinil la producția de discuri compacte (CD-uri).

## Artiști
Compania s-a remarcat prin semnarea mai multor contracte cu foste vedete ale muzicii iugoslave pop sau rock, precum și cu câțiva artiști iugoslavi de seamă de muzică populară. Unii dintre acești artiști care au semnat cu Jugodisk sunt: 
| - Aleksandar Makedonski - Alisa - Badmingtons - Balkan - Haris Džinović - Griva - Gru - Jutro - Srđan Marjanović - Radomir Mihajlović Točak | - Oktobar 1864 - Hanka Paldum - Partibrejkers - Rok Mašina - Slomljena Stakla - Sunshine - Šaban Šaulić - Tunel - U Škripcu - Hari Varešanović |

La fel ca alte foste case de discuri iugoslave, Jugodisk a fost, de asemenea, autorizat să lanseze titluri străine pentru piața iugoslavă. Printre acestea se numără unele albume și single-uri ale unor vedete internaționale de muzică de consum ca: The Animals, Bad Manners, Shirley Bassey, The Beat, George Benson, Black Sabbath, Johnny Cash, The Fall, Gerry & the Pacemakers, Eddy Grant, Bill Haley & His Comets, Roy Harper, Jimmy Page, The Kinks, Matchbox, The Moody Blues, Willie Nelson, The Alan Parsons Project, Dolly Parton, Wilson Pickett, Iggy Pop, Chris Rea, Stray Pisicile, Toyah, Wishbone Ash și The Yardbirds. 

## Concurență
Alte case de discuri importante din fosta Republică Federală Socialistă Iugoslavia au fost: PGP-RTB din Belgrad, Jugoton și Suzy din Zagreb, Diskoton și Sarajevo Disk din Sarajevo, ZKP RTVLJ din Ljubljana și altele. 

## Legături externe
- Jugodisk pe site-ul Discogs